# Deutscher Weinbauverband
Der Deutsche Weinbauverband mit Sitz in Bonn ist die Berufsorganisation der deutschen Winzer, der eng  mit dem Deutschen Bauernverband und dem Deutschen Raiffeisenverband zusammenarbeitet. Er hat die Rechtsform eines e. V.
Mitglieder sind die regionalen Weinbau- und Raiffeisenverbände. Zudem sind folgende sonstige Verbände Mitglied des DWV:
- VINISSIMA – Frauen und Wein e. V.
- Verband Deutscher Rebenpflanzguterzeuger e. V.
- ECOVIN – Bundesverband Ökologischer Weinbau e. V.
- Deutsche Landwirtschafts-Gesellschaft e. V. (DLG)
- Deutsche Weinanalytiker e. V.
- Bund Deutscher Oenologen e. V.
- Bund der Deutschen Landjugend e. V.
- VDP. Die Prädikatsweingüter
- Fair' N Green

Der Deutsche Weinbau ist das offizielle Organ des deutschen Weinbauverbandes und seiner regionalen Mitgliedsverbände.

## Geschichte
Am 30. September 1874 wurde in Trier die Vorgängerorganisation des Deutschen Weinbauverbandes gegründet, der Deutsche Weinbauverein, der sich noch aus Einzelmitgliedern zusammensetzte. Sein erster Präsident war Adolf Blankenhorn aus Müllheim (Baden). Am 27. April 1913 wurde in Mainz eine straffere Organisationsform angenommen; die Mitgliedschaft war nun regionalen Weinbauverbänden vorbehalten, Einzelmitgliedschaft wurde ausgeschlossen. Der bisherige Weinbauverein nannte sich nun, als Spitzenorgan der regionalen Verbände seiner neuen Organisationsform entsprechend Deutscher Weinbauverband. Gründungsmitglieder waren die Landesverbände Baden, Bayern, Hessen, Elsass, Preußen, Sachsen und Württemberg. Der Vorstand des Deutschen Weinbauverbandes wurde aus den Landesvorständen gebildet; erster Vorsitzender war der Deidesheimer Gutsbesitzer Franz Eberhard Buhl. Ehrenpräsident des neuen Verbandes wurde Richard Graf Matuschka-Greiffenclau.

## Weinbauverbände
- Badischer Weinbauverband
- Weinbauverband Württemberg
- Bauern- und Winzerverband Rheinland-Nassau
- Bauern- und Winzerverband Rheinland-Pfalz Süd
- Bauern- und Winzerverband an Nahe und Glan
- Rheingauer Weinbauverband
- Saarländischer Winzerverband
- Weinbauverband Rheinhessen
- Weinbauverband Ahr
- Weinbauverband Hessische Bergstraße
- Weinbauverband Mittelrhein
- Weinbauverband Mosel
- Weinbauverband Pfalz
- Weinbauverband Saale-Unstrut
- Weinbauverband Sachsen